# Daniel Gil Zorrilla
Daniel Gil Zorrilla (Montevideo, 10 de julio de 1930 - Salto, 7 de septiembre de 2008) fue un obispo uruguayo: sacerdote jesuita (1964-1983), Obispo de la Diócesis de Tacuarembó (1983-1989) y Obispo de la Diócesis de Salto (1989-2006).
Nacido en Montevideo, vivió los primeros años de su infancia en Conchillas, departamento de Colonia. En 1937 su familia se traslada a Montevideo y cursa educación primaria en el Colegio San Juan Bautista de Pocitos. Entre 1943 y 1948 asiste al Liceo en el Colegio Sagrado Corazón de Jesús de los Padres Jesuitas. Desde allí ingresa a la Facultad de Derecho.
En 1954 comienza a experimentar una inquietud vocacional, a partir de sus conversaciones con los sacerdotes salesianos Mossman y Fagalde. Sintiéndose llamado, pide el ingreso al Noviciado de la Compañía de Jesús y es admitido el 8 de septiembre de 1955. Carlos Arturo Mullin, futuro obispo de la Diócesis de Minas, fue su maestro de novicios. Luego del noviciado es enviado a cursar Humanidades en Chile y luego, filosofía y teología en Buenos Aires. Allí tiene entre sus profesores al P. Miguel Ángel Fiorito SJ, quien ejerció importante influencia en su formación intelectual y de espiritualidad ignaciana.
El 19 de diciembre de 1964 fue ordenado sacerdote en Montevideo, Iglesia del Sagrado Corazón.
Allí retomó los estudios de abogacía, que completó en 1966. En 1967 realizó su tercera probación en Mar del Plata y en 1968 viajó a Roma donde en 1970 obtuvo su doctorado con la tesis La consolación sin causa precedente.
De regreso en Montevideo, dictó clases de teología en el Instituto Teológico del Uruguay (ITU, actual Facultad de Teología del Uruguay) y predicó Ejercicios Espirituales en diversos lugares, en Uruguay la región, al tiempo que colaboraba en la parroquia Nuestra Señora de Fátima en el Cerro. Fue uno de los iniciadores del Curso de Teología para Laicos en el ITU. En esa época inició la publicación de Dar y Comunicar, una colección de folletos populares, muchos de ellos de su propia autoría. El título de la colección lo tomó de la "contemplación para alcanzar amor" de los Ejercicios Espirituales de San Ignacio de Loyola: 

[231] (...) el amor consiste en comunicación de las dos partes, es a saber, en dar y comunicar el amante al amado lo que tiene o de lo que tiene o puede, y así, por el contrario, el amado al amante".

En enero de 1983 le fue comunicado su nombramiento como Obispo de Tacuarembó. Recibió la ordenación episcopal el 10 de abril de 1983, en la Iglesia Sagrado Corazón de Jesús, en Montevideo. Eligió como lema episcopal la expresión ignaciana para él tan significativa: Dar y Comunicar. En la Conferencia Episcopal del Uruguay fue elegido presidente de la entonces recién creada Comisión Teológica, del Departamento de Misiones y de la Comisión de Pastoral Familiar.
En 1989 fue nombrado Obispo de Salto, iniciando su ministerio pastoral en esa Diócesis el 1 de julio de ese año. El 10 de julio de 2005, al cumplir los 75 años, presentó su renuncia de acuerdo a lo prescripto por el Código de Derecho Canónico, siendo sucedido por Pablo Galimberti.
A lo largo de toda su vida dedicó no poco tiempo al acompañamiento espiritual de personas consagradas, tanto religiosas como sacerdotes.
Como Obispo de Salto continuó los lineamientos pastorales de sus predecesores, expresadas en sucesivos planes pastorales diocesanos, impriendo sus propios acentos. Impulsó la formación de los jóvenes sacerdotes, varios de los cuales fueron enviados al exterior a continuar estudios superiores. Se preocupó de la formación permanente de sacerdotes y religiosas. Impulsó la Pastoral Vocacional: como presidente del Departamento de Vocaciones y Ministerios de la CEU, (1998-2000) promovió un Curso de Acompañamiento Espiritual Vocacional que tuvo varias ediciones a lo largo de diez años. En la diócesis creó un centro vocacional, la Casa "Monseñor Carlos Alberto Nicolini" en Paysandú, de breve pero fecunda vida. Alentó en la Diócesis las Comunidades Eclesiales de Base, los Ministerios Confiados a los Laicos, participando en los encuentros anuales de ministros laicos y la Pastoral Bíblica.
| Predecesor: Miguel Balaguer | Obispo de Tacuarembó 1983 – 1989 | Sucesor: Julio César Bonino |

| Predecesor: Marcelo Mendiharat | Obispo de Salto 1989 – 2005 | Sucesor: Pablo Galimberti |